# Saison PIHA 2013
Navigation
2012 2014
La saison 2013 est la douzième saison de la Professional inline hockey association.
Les Snipers de Long Island sont sacrés champions et remportent la coupe Founders (Founders Cup).